# Elemental
『elemental』（エレメンタル）は、FictionJunctionの2枚目のオリジナル・アルバム。2014年1月22日にFlyingDogから発売された。

## 概要
前作『Everlasting Songs』から約5年ぶりのリリースとなるオリジナルアルバム。アニメタイアップ及びC/W曲の9曲と新曲3曲・セルフカバー1曲の全13曲を収録。

## 収録曲
全作詞・作曲・編曲：梶浦由記
1. elemental
  - 新曲
  - ボーカル：KAORI
  - コーラス：YURIKO KAIDA・WAKANA・KEIKO
2. storytelling
  - 新曲
  - ボーカル：KAORI
  - コーラス：KEIKO・WAKANA・YURIKO KAIDA
3. ひとりごと
  - 3rdシングルのC/W曲
  - ボーカル：KEIKO・KAORI・WAKANA・YURIKO KAIDA
4. 時の向こう 幻の空
  - テレビアニメ『おおかみかくし』オープニングテーマ
  - 2ndシングル
  - ボーカル：KAORI・WAKANA・KEIKO・YURIKO KAIDA
5. ひとみのちから
  - 1stシングルのカップリング
  - ボーカル：YUUKA
  - コーラス：KAORI・YURIKO KAIDA
6. storm
  - 原曲は小清水亜美
  - ボーカル：WAKANA・KEIKO
7. eternal blue
  - PlayStation Portable用ゲーム『戦律のストラタス』オープニングテーマ
  - 4thシングルのC/W曲
  - ボーカル：KAORI・KEIKO・WAKANA・YURIKO KAIDA
8. stone cold
  - テレビアニメ『セイクリッドセブン』オープニングテーマ
  - 3rdシングル
  - ボーカル：KAORI・WAKANA・KEIKO・YURIKO KAIDA
9. 野原
  - 2ndシングルのカップリング
  - ボーカル：KEIKO
  - コーラス：KAORI・WAKANA・YURIKO KAIDA
10. Parallel Hearts
  - テレビアニメ『PandoraHearts』オープニングテーマ
  - 1stシングル
  - ボーカル：WAKANA・KAORI・KEIKO・YURIKO KAIDA
11. 凱歌
  - 新曲
  - ボーカル：WAKANA
  - コーラス：KEIKO・KAORI・YURIKO KAIDA
12. 約束
  - FictionJunction YUUKAの7thシングルのC/W曲
  - ボーカル：YUUKA
  - コーラス：YURIKO KAIDA・梶浦由記
13. Distance
  - テレビアニメ『機動戦士ガンダムSEED HDリマスター』エンディングテーマ
  - 4thシングル
  - ボーカル：KAORI・KEIKO・WAKANA・YURIKO KAIDA